# 马茨·林德 (高山滑雪运动员)
马茨·林德（瑞典語：Mats Linder，？—），瑞典男子高山滑雪运动员。他曾代表瑞典参加1988年、1992年和1994年冬季残疾人奥林匹克运动会高山滑雪比赛，获得二枚银牌和一枚铜牌。